# Liste der Monuments historiques in Éclance
Die Liste der Monuments historiques in Éclance führt die Monuments historiques in der französischen Gemeinde Éclance auf.

## Liste der Immobilien
| Bezeichnung       | Beschreibung                                                                                      | Standort                | Kennzeichnung | Schutzstatus | Datum | Bild |
| ----------------- | ------------------------------------------------------------------------------------------------- | ----------------------- | ------------- | ------------ | ----- | ---- |
| Château d’Éclance | Tor mit schmiedeeisernen Gittern, schmiedeeisernes Treppengeländer, beide aus dem 18. Jahrhundert | Allée du Château (Lage) | PA00078104    | Inscrit      | 1982  |      |